# Calles
Calles é um município da Espanha na província de Valência, Comunidade Valenciana. Tem 64,5 km² de área e em 2021 tinha 368 habitantes (densidade: 5,7 hab./km²).

## Demografia
| Variação demográfica do município entre 1991 e 2004 | Variação demográfica do município entre 1991 e 2004 | Variação demográfica do município entre 1991 e 2004 | Variação demográfica do município entre 1991 e 2004 |
| --------------------------------------------------- | --------------------------------------------------- | --------------------------------------------------- | --------------------------------------------------- |
| 1991                                                | 1996                                                | 2001                                                | 2004                                                |
| 404                                                 | 435                                                 | 399                                                 | 384                                                 |